# Herbarijum humora i satire
Herbarijum humora i satire je knjiga novinskih isečaka književnika i satiričara Perice Jokića.

## 30 godina kasnije...
„Herbarijum humora i satire je zbirka sačuvanih novinskih isječaka specijalno sastavljena povodom jubilarnih trideset godina od mojeg prvog objavljenog aforizma, septembra 1986“, kaže Jokić u svom predgovoru.

## Opis knjige
Herbarijum humora i satire je knjiga kolažnog oblika i sastoji se od novinskih isečaka. Isečci su slagani hronološkim redom, a ispod svakog stoji naziv lista, odnosno časopisa u kojem je sadržaj objavljen, kao i tačan datum objavljivanja. Harbarijum sadrži 298 aforizama, 94 priče, 11 perigrama, 8 epigrama i jedan aforizam uokviren karikaturom M.Sekerezovića.

## Korice knjige
Korice knjige su, takođe, kolažnog oblika i na njima se mogu naći fragmenti iz najrazličitijeg perioda Jokićevog satiričnog stvaralaštva. Na prikazanim fotografijama su njegovi recenzenti, a na zadnjoj strani korica je i kompletna recenzija za Jokićevu prvu knjigu, knjigu aforizama, koju je napisao Bora Đorđević, ne udaljavajući se od svog stila, prepoznatljivog stiha. Na naslovnoj strani su, takođe, i isečci iz raznih novina u kojima, osim novinara, progovara i Jokić.

## Ideja za knjigu-herbarijum
S obzirom na to da je Jokić posedovao veću zbirku novinskih isečaka, a kako je od prve objave do vremenske referentne tačke posmatranja prošlo tačno trideset godina, sigurno nije teško došao na ideju da povodom tog jubileja napravi svojevrstan podsetnik svog angažmana u društvenoj kritici. Jer, Herbarijum može da se čita i kao istorijski roman iz kojeg lako može da se stvori slika o jednom vremenu, jednoj zemlji i jednom društvu unutar uokvirenih 30 godina, od septembra 1986. do septembra 2016.

## Spisak novina i časopisa
Poduži je spisak novina i časopisa koji su omogućili da Jokić na duhovit način javno izrazi svoje poglede na svet oko sebe. Sve je počelo sa Ekspres politikom (kada je reč o štampanim izdanjima), a nastavilo se u Huperu, Zborniku lige duhovitih, Golaću, Potpisu, Ošišanom ježu, Slobodi, Novim danima, Beranskim novinama, Srbobranu, Enigmatici, MaxMinusu, Večernjim novostima, Areni 92, Razbibrizi, Penzioneru, Ilustrovanoj politici... sa blizu 200 objava, naravno, u obliku aforizama, epigrama i satiričnih priča.

## PDF ili elektronska knjiga
Knjiga Herbarijum humora i satire se, za sada, može naći jedino u elektronskom obliku, popularnom PDF-u.